# Alexander Alvarado
Alexander Antonio Alvarado Carriel, noto semplicemente come Alexander Alvarado (Quevedo, 21 aprile 1999), è un calciatore ecuadoriano, attaccante dell'LDU Quito.

## Caratteristiche tecniche
È un'ala sinistra.

## Carriera

### Club
Cresciuto nel settore giovanile del Deportivo Quito, ha esordito in prima squadra il 3 dicembre 2015 disputando l'incontro di campionato perso 5-0 contro l'Independiente del Valle.

### Nazionale
Con la nazionale Under-20 ecuadoriana ha preso parte al campionato sudamericano 2019 ed al Mondiale del medesimo anno.
Sempre nel 2019 ha poi anche esordito in nazionale maggiore.

## Statistiche
Statistiche aggiornate al 24 gennaio 2019.

### Cronologia presenze e reti in nazionale
| Cronologia completa delle presenze e delle reti in nazionale ― Ecuador | Cronologia completa delle presenze e delle reti in nazionale ― Ecuador | Cronologia completa delle presenze e delle reti in nazionale ― Ecuador | Cronologia completa delle presenze e delle reti in nazionale ― Ecuador | Cronologia completa delle presenze e delle reti in nazionale ― Ecuador | Cronologia completa delle presenze e delle reti in nazionale ― Ecuador | Cronologia completa delle presenze e delle reti in nazionale ― Ecuador | Cronologia completa delle presenze e delle reti in nazionale ― Ecuador |
| Data                                                                   | Città                                                                  | In casa                                                                | Risultato                                                              | Ospiti                                                                 | Competizione                                                           | Reti                                                                   | Note                                                                   |
| ---------------------------------------------------------------------- | ---------------------------------------------------------------------- | ---------------------------------------------------------------------- | ---------------------------------------------------------------------- | ---------------------------------------------------------------------- | ---------------------------------------------------------------------- | ---------------------------------------------------------------------- | ---------------------------------------------------------------------- |
| 10-9-2019                                                              | Cuenca                                                                 | Ecuador                                                                | 3 – 0                                                                  | Bolivia                                                                | Amichevole                                                             | -                                                                      | 85’                                                                    |
| 13-10-2019                                                             | Elche                                                                  | Argentina                                                              | 6 – 1                                                                  | Ecuador                                                                | Amichevole                                                             | -                                                                      | 65’                                                                    |
| 11-6-2022                                                              | Fort Lauderdale                                                        | Ecuador                                                                | 1 – 0                                                                  | Capo Verde                                                             | Amichevole                                                             | -                                                                      | 86’                                                                    |
| 24-3-2023                                                              | Sydney                                                                 | Australia                                                              | 3 – 1                                                                  | Ecuador                                                                | Amichevole                                                             | -                                                                      | 30’                                                                    |
| Totale                                                                 |                                                                        | Presenze                                                               | 4                                                                      |                                                                        | Reti                                                                   | 0                                                                      |                                                                        |

| Cronologia completa delle presenze e delle reti in nazionale ― Ecuador under 20 | Cronologia completa delle presenze e delle reti in nazionale ― Ecuador under 20 | Cronologia completa delle presenze e delle reti in nazionale ― Ecuador under 20 | Cronologia completa delle presenze e delle reti in nazionale ― Ecuador under 20 | Cronologia completa delle presenze e delle reti in nazionale ― Ecuador under 20 | Cronologia completa delle presenze e delle reti in nazionale ― Ecuador under 20 | Cronologia completa delle presenze e delle reti in nazionale ― Ecuador under 20 | Cronologia completa delle presenze e delle reti in nazionale ― Ecuador under 20 |
| Data                                                                            | Città                                                                           | In casa                                                                         | Risultato                                                                       | Ospiti                                                                          | Competizione                                                                    | Reti                                                                            | Note                                                                            |
| ------------------------------------------------------------------------------- | ------------------------------------------------------------------------------- | ------------------------------------------------------------------------------- | ------------------------------------------------------------------------------- | ------------------------------------------------------------------------------- | ------------------------------------------------------------------------------- | ------------------------------------------------------------------------------- | ------------------------------------------------------------------------------- |
| 18-1-2019                                                                       | Talca                                                                           | Ecuador under 20                                                                | 3 – 0                                                                           | Paraguay under 20                                                               | Sudamericano Sub-20 2019 - 1º turno                                             | 1                                                                               |                                                                                 |
| 20-1-2019                                                                       | Curicó                                                                          | Uruguay under 20                                                                | 3 – 1                                                                           | Ecuador under 20                                                                | Sudamericano Sub-20 2019 - 1º turno                                             | -                                                                               |                                                                                 |
| 22-1-2019                                                                       | Talca                                                                           | Argentina under 20                                                              | 0 – 1                                                                           | Ecuador under 20                                                                | Sudamericano Sub-20 2019 - 1º turno                                             | 1                                                                               |                                                                                 |
| 24-1-2019                                                                       | Curicó                                                                          | Perù under 20                                                                   | 1 – 3                                                                           | Ecuador under 20                                                                | Sudamericano Sub-20 2019 - 1º turno                                             | 1                                                                               | 89’                                                                             |
| 29-1-2019                                                                       | Rancagua                                                                        | Argentina under 20                                                              | 1 – 2                                                                           | Ecuador under 20                                                                | Sudamericano Sub-20 2019 - 2º turno                                             | -                                                                               |                                                                                 |
| 1-2-2019                                                                        | Rancagua                                                                        | Ecuador under 20                                                                | 0 – 1                                                                           | Uruguay under 20                                                                | Sudamericano Sub-20 2019 - 2º turno                                             | -                                                                               |                                                                                 |
| 4-2-2019                                                                        | Rancagua                                                                        | Ecuador under 20                                                                | 1 – 0                                                                           | Colombia under 20                                                               | Sudamericano Sub-20 2019 - 2º turno                                             | -                                                                               |                                                                                 |
| 7-2-2019                                                                        | Rancagua                                                                        | Ecuador under 20                                                                | 0 – 0                                                                           | Brasile under 20                                                                | Sudamericano Sub-20 2019 - 2º turno                                             | -                                                                               |                                                                                 |
| 10-2-2019                                                                       | Rancagua                                                                        | Venezuela under 20                                                              | 0 – 3                                                                           | Ecuador under 20                                                                | Sudamericano Sub-20 2019 - 2º turno                                             | -                                                                               | 90’                                                                             |
| 17-5-2019                                                                       | ?                                                                               | Ecuador under 20                                                                | 0 – 1                                                                           | Corea del Sud under 20                                                          | Amichevole                                                                      | -                                                                               |                                                                                 |
| 23-5-2019                                                                       | Bydgoszcz                                                                       | Giappone under 20                                                               | 1 – 1                                                                           | Ecuador under 20                                                                | Mondiali Under-20 2019 - 1º turno                                               | -                                                                               |                                                                                 |
| 26-5-2019                                                                       | Bydgoszcz                                                                       | Ecuador under 20                                                                | 0 – 1                                                                           | Italia under 20                                                                 | Mondiali Under-20 2019 - 1º turno                                               | -                                                                               |                                                                                 |
| 29-5-2019                                                                       | Gdynia                                                                          | Ecuador under 20                                                                | 1 – 0                                                                           | Messico under 20                                                                | Mondiali Under-20 2019 - 1º turno                                               | -                                                                               | 44’ 90+2’                                                                       |
| 3-6-2019                                                                        | Lublino                                                                         | Uruguay under 20                                                                | 1 – 3                                                                           | Ecuador under 20                                                                | Mondiali Under-20 2019 - Ottavi di finale                                       | 1                                                                               | 90+3’                                                                           |
| 8-6-2019                                                                        | Gdynia                                                                          | Stati Uniti under 20                                                            | 1 – 2                                                                           | Ecuador under 20                                                                | Mondiali Under-20 2019 - Quarti di finale                                       | -                                                                               |                                                                                 |
| 11-6-2019                                                                       | Lublino                                                                         | Ecuador under 20                                                                | 0 – 1                                                                           | Corea del Sud under 20                                                          | Mondiali Under-20 2019 - Semifinale                                             | -                                                                               |                                                                                 |
| 14-6-2019                                                                       | Gdynia                                                                          | Italia under 20                                                                 | 0 – 1 dts                                                                       | Ecuador under 20                                                                | Mondiali Under-20 2019 - Finale 3º posto                                        | -                                                                               | 119’                                                                            |
| Totale                                                                          |                                                                                 | Presenze                                                                        | 17                                                                              |                                                                                 | Reti                                                                            | 4                                                                               |                                                                                 |

## Palmarès

### Club

#### Competizioni internazionali
- Coppa Sudamericana: 1

LDU Quito: 2023